# Campo Paralelo 38
Campo Paralelo 38 är en ort i Mexiko.   Den ligger i kommunen Culiacán och delstaten Sinaloa, i den västra delen av landet, 1 000 km nordväst om huvudstaden Mexico City. Campo Paralelo 38 ligger 11 meter över havet och antalet invånare är 141.
Terrängen runt Campo Paralelo 38 är mycket platt. Runt Campo Paralelo 38 är det ganska tätbefolkat, med 155 invånare per kvadratkilometer. Närmaste större samhälle är Licenciado Benito Juárez, 8,1 km norr om Campo Paralelo 38. Trakten runt Campo Paralelo 38 består till största delen av jordbruksmark.